# Holle
Holle è un comune di 7.396 abitanti della Bassa Sassonia, in Germania.
Appartiene al circondario (Landkreis) di Hildesheim (targa HI).

## Geografia antropica

### Suddivisioni amministrative
Il territorio comunale comprende, oltre al capoluogo (Holle), le frazioni di Astenbeck, Derneburg, Grasdorf, Hackenstedt, Heersum, Henneckenrode, Luttrum, Sillium, Söder, Sottrum e Wohldenberg.